# Wendy Makkena
Wendy Rosenberg Makkena (Manhattan - New York,  4 oktober 1958) is een Amerikaanse actrice.

## Biografie
Makkena begon op haar achtjarige leeftijd met harp spelen in Carnegie Hall in New York en was ook bezig met het nemen van balletlessen, totdat zij op vijftienjarige leeftijd moest kiezen tussen deze twee en zij koos toen voor ballet. Op achttienjarige leeftijd raakte zij zo gewond dat zij het ballet op moest geven en besloot toen om zich te concentreren op acteren. 
Makkena begon in 1986 met acteren in de televisieserie Santa Barbara. Hierna heeft zij nog meerdere rollen gespeeld in televisieseries en films zoals Eight Men Out (1988), Sister Act (1992), Sister Act 2: Back in the Habit (1993), Air Bud (1997), Judging Amy (1999-2000), Oliver Beene (2003-2004), State of Play (2009) en NCIS (2011).
Makkena is ook actief in het theater, in 1998 speelde zij de rol van Megan in het toneelstuk The Water Children en in hetzelfde jaar speelde zij de rol van moeder van Christian Slater in het toneelstuk Sideman.
Makkena is in 1997 getrouwd, heeft hieruit één kind en woont met haar gezin in New York.

## Filmografie

### Films
- 2021 Spiked - als Margaret
- 2019 A Beautiful Day in the Neighborhood - als Dorothy
- 2019 Fair Market Value - als Jessica
- 2019 The Tomorrow Man - als Beverly St. Michaels
- 2018 Wanderland - als Sandy Tanner
- 2017 Fair Market Value - als Jessica
- 2017 The Discovery - als moeder
- 2011 The Bling Ring - als Celia Fishman
- 2009 State of Play – als Greer Thornton
- 2004 Noise – als Del
- 1999 4 a.m.: Open All Night – als vrouw
- 1998 Finding North – als Rhonda Portelli
- 1997 Air Bud – als Jackie Framm
- 1997 Lies He Told – als Patty
- 1997 The People – als Jean Leary
- 1996 On Seventh Avenue – als Nadine Jacobs
- 1995 The Whiskey Heir – als Maggie
- 1995 Napoleon – als moeder van Napoleon / oorloze kleine kangaroo (Engelse versie)
- 1995 Serving in Silence: The Margarethe Cammermeyer Story – als Mary Newcombe
- 1994 Camp Nowhere – als dr. Celeste Dunbar
- 1993 Sister Act 2: Back in the Habit – als zuster Mary Robert
- 1992 Sister Act – als zuster Mary Robert
- 1992 Black Magic – als Sally Rowe
- 1991 Dead and Alive: The Race for Gus Farace – als Brenda
- 1988 Eight Men Out – als Kate Jackson

### Televisieseries
Uitgezonderd eenmalige gastrollen.
- 2014 Alpha House - als Molly P. Andresun - 2 afl.
- 2011 - 2014 NCIS – als dr. Rachel Cranston – 4 afl.
- 2012 - 2013 The Mob Doctor - als Daniella Devlin - 13 afl.
- 2009 – 2010 Numb3rs – als Kath Berry – 2 afl.
- 2007 The Nine – als Suzanne – 2 afl.
- 2004 – 2005 Listen Up – als Dana Kleinman – 18 afl.
- 2003 – 2004 Oliver Beene – als Charlotte Caraline Beene – 24 afl.
- 2001 – 2002 The Job – als Karen McNeil – 9 afl.
- 1999 – 2000 Judging Amy – als Susie Nixon – 8 afl.
- 1998 Trinity – als ?? – 2 afl.
- 1994 NYPD Blue – als rechercheur Sharon LaSalle – 3 afl.
- 1993 A League of Their Own – als Mae Mordabito – 6 afl.
- 1986 Santa Barbara – als Katie Timmons - ? afl.

- International Standard Name Identifier: 0000 0000 4858 5950
- Library of Congress Control Number: no2005062882
- Nationale Bibliotheek van Israël: 987007364134705171
- Virtual International Authority File: 26798791
- WorldCat: E39PCjFpbKHXKhCJMp4gPVfxMq